# ويتني باول
ويتني باول (بالإنجليزية: Whitney Paul)‏ هو لاعب كرة قدم أمريكية أمريكي، ولد في 8 أكتوبر 1953 في غالفستون في الولايات المتحدة.

## وصلات خارجية
- ويتني باول على موقع مرجع كرة القدم المحترفة.كوم (الإنجليزية)